# Frullania vivipara
Frullania vivipara är en bladmossart som beskrevs av Tamás Pócs. Frullania vivipara ingår i släktet frullanior, och familjen Frullaniaceae. Inga underarter finns listade i Catalogue of Life.